# سولفید سرب (IV)
سولفید سرب(IV) (به انگلیسی: Lead(IV) sulfide) با فرمول شیمیایی PbS۲ یک ترکیب شیمیایی است. که جرم مولی آن 271.332 g/mol می‌باشد. 